# Pholcus xinjiangensis
Pholcus xinjiangensis är en spindelart som beskrevs av Hu och Wu 1989. Pholcus xinjiangensis ingår i släktet Pholcus och familjen dallerspindlar. Inga underarter finns listade i Catalogue of Life.